# Sideridis
Genre
Sideridis  est un genre de lépidoptères (papillons) nocturnes de la famille des Noctuidae.

## Espèces rencontrées en Europe
- Sideridis (Aneda) rivularis (Fabricius, 1775) - la Noctuelle du cucubale ou la Sinuée
- Sideridis (Dianthivora) implexa (Hübner, 1809)
- Sideridis (Heliophobus) kitti (Schawerda, 1914)
- Sideridis (Heliophobus) reticulata (Goeze, 1781)
- Sideridis (Heliephobus) unicolor (Alphéraky, 1889)
- Sideridis (Sideridis) egena (Lederer, 1853)
- Sideridis (Sideridis) lampra (Schawerda, 1913)
- Sideridis (Sideridis) turbida (Esper, 1790)